# Mestna avtobusna linija št. 51 (Szczecin)
Mestna avtobusna linija številka 51 (Kołłątaja – Osów – Głębokie) je ena izmed avtobusnih linij javnega mestnega prometa v Szczecinu. Povezuje Osów, Niebuszewo-Bolinko in Pilchowo-Głębokie. Linija je začela obratovati 1955.

## Trasa
- Kołłątaja ↔ Osów

Kołłątaja — rondo Sybiraków — Asnyka — Orzeszkowej (vrnitev: Orzeszkowej — Boguchwały — Asnyka) — Krasińskiego — Chopina — Chorzowska
- Kołłątaja ↔ Głębokie

Kołłątaja — rondo Sybiraków — Asnyka — Orzeszkowej (vrnitev: Orzeszkowej — Boguchwały — Asnyka) — Krasińskiego — Chopina — Chorzowska — Miodowa

## Režim obratovanja
Linija obratuje vse dni v letu, tj. ob delavnikih, sobotah, nedeljah in praznikih.